# Barczewski Dwór
Barczewski Dwór (niem. Klein Wartenburg) – osada w Polsce położona w województwie warmińsko-mazurskim, w powiecie olsztyńskim, w gminie Barczewo. Miejscowość wchodzi w skład sołectwa Ruszajny.
W latach 1975–1998 miejscowość administracyjnie należała do województwa olsztyńskiego.